# GANT
Gant, estilizada como GANT, es una marca de ropa internacional con sede central en Estocolmo, Suecia. La empresa fue fundada en 1949 por Bernard Gantmacher y originalmente tenía sede en New Haven, Connecticut.
Actualmente, Gant opera en 70 países y sus productos están disponibles en más de 4000 tiendas minoristas seleccionadas y 583 tiendas Gant en todo el mundo.

## Historia
Bernard Gantmacher, un inmigrante judío proveniente de Ucrania, llegó a la ciudad de Nueva York el 12 de noviembre de 1907 a la edad de 17 años. Gantmacher comenzó a trabajar en una fábrica de ropa, donde cosía cuellos de camisas mientras estudiaba para convertirse en farmacéutico. Después de regresar del servicio militar durante la Primera Guerra Mundial, fundó la empresa Par-Ex Shirt Company junto a su socio comercial Morris Shapiro. En abril de 1949, se lanzó la marca GANT. En 1968, los hermanos Gant vendieron la empresa a Consolidated Foods, pero siguieron formando parte de ella. En 1971, la empresa presentó su primera línea de ropa deportiva y, en 1974, la marca Rugger salió al mercado.
En 1995, en Estados Unidos, Phillips-Van Heusen compró la marca Gant al fabricante de ropa deportiva en quiebra Crystal Brands, Inc. En 1997, Gant abrió su primera tienda en ese país. Phillips-Van Heusen vendió las operaciones de Gant en 1999 a Pyramid Sportswear de Suecia por $71 millones. Al ser adquirida por Pyramid Sportswear, que luego pasó a ser Gant Pyramid Aktiebolag, Gant se convirtió en una marca mundial. En la primavera de 2006, Gant se transformó en una sociedad anónima por acciones y comenzó a cotizar en la Lista O de la Bolsa de Valores de Estocolmo, hasta el 20 de marzo de 2008, cuando fue retirada tras ser adquirida por el grupo minorista suizo Maus Frères.